# Улица Андреева (Сестрорецк)
Улица Андре́ева — улица в городе Сестрорецке Курортного района Санкт-Петербурга. Проходит от улицы Максима Горького у платформы Курорт до улицы Максима Горького у Верхнего парка.
Первоначально называлась Железнодоро́жной улицей. Это наименование появилось в начале XX века и связано с тем, что улица начинается и заканчивается у Сестрорецкой железнодорожной линии, образуя её хорду.
В конце 1930-х годов Железнодорожную переименовали в улицу Андреева — в честь директора санатория «Сестрорецкий курорт» в 1930—1935 годах И. Д. Андреева.

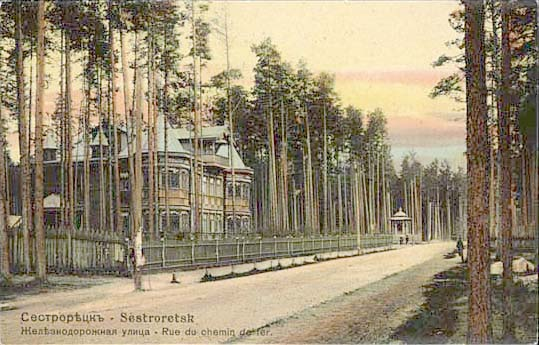
Дореволюционная открытка с видом на улицу Андреева (бывшую Железнодорожную)

Продолжением улицы Андреева на север является пешеходная дорога к санаторию «Сестрорецкий курорт». Она идёт через Сестрорецкую железнодорожную линию, а сразу за нею устроена арка. На участке от Лесной улицы до улицы Максима Горького всю восточную сторону занимает Верхний парк.

## Достопримечательности
- Дом № 3  781510343970005 — загородный дом Л. А. Змигродского (нач. XX в.; объект культурного наследия регионального значения[2]). В советское время дом был в ведении санатория «Сестрорецкий курорт». 3 января 2010 года здание сильно пострадало в результате пожара[3][4]. В 2020-м году дачу включили в программу «Рубль за метр», по которой инвестор мог получает памятник в пользование по льготной цене с обременением в виде реставрации. Выигравший торги по даче арендатор не смог приступить к работам так как КГИОП неоднократно отказывал ему в согласовании проектной документации. К началу 2024 года договор аренды был расторгнут, здание законсервировано, его планируют выставить на торги повторно[5][6].
- между Сосновой и Лесной улицами расположена «беседка Шаляпина», нач. XX в, арх-р Зигфрид Яковлевич Леви. Имеет статус объекта культурного наследия регионального значения, включена в программу реставрации КГИОП на 2020 год[7][8].  781711203060005
- Дом № 12  781711203450005 — дача Е. Ф. Важевской, 1907; объект культурного наследия регионального значения[9].

## Перекрёстки
- Сосновая улица
- Купальный переулок / Лесная улица